# اندری یفرموف
اندری یفرموف (اوکراینی: Андрій Юрійович Єфремов؛ زادهٔ ۱۵ فوریهٔ ۱۹۹۳) بازیکن فوتبال اهل اوکراین است.
وی همچنین در تیم‌های ملی فوتبال Ukraine national under-16 football team, Ukraine national under-18 football team، و Ukraine national under-19 football team بازی کرده‌است.